# Тальяпьетра, Альвизе
Альвизе Тальяпьетра (итал. Alvise Tagliapietra 1670—1747) — скульптор венецианского барокко.
Альвизе Тальяпьетра родился в Венеции в 1670 году и умер там же в 1747 году. Его фамилия происходит от итальянского слова «tagliapietra», что означает «резчик по камню» или «камнетёс».
Ученик Генриха Мейринга (1638–1723), старшего товарища, который был у него свидетелем на свадьбе (февраль 1697 г.). После женитьбы начал самостоятельную деятельность. Один из самых тонких и изысканных венецианских ваятелей начала XVIII века. В его творчестве наиболее ярко ощущается близость к стилю рококо, а для его работ характерно «высокое композиционное мастерство, элегантность деталей и какая-то совершенно особая свобода и непосредственность исполнения».
Между 1705 и 1711 годами он и помощники его мастерской изготавливали мраморные статуи для алтаря церкви Святого Хрисогена Аквилейского в Задаре. Британский историк Джон Джулиус Норвич так описывает статую святого Симеона: «Преувеличенные контрапост и экзотические одеяния делают эту статую запоминающейся». Вскоре после этого, Альвизе Тальяпьетра стал одним из немногих итальянских скульпторов, которым было поручено изготовить скульптуры для Екатерининского парка в Царском Селе близ Санкт-Петербурга (см. Обсуждение).
Работе Альвизе Тальяпьетра приписывается скульптура Мадонны Розария, в церкви Святого Доминика в городе Сплит, Хорватия. Однако Норвич высказывал сомнения в такой атрибуции.
Тальяпьетра со своими сыновьями: Амброджо (р. 1701) и Джузеппе (р. 1711) работал в церкви Святого Георгия и Святого Евфимия в городе Ровинь, Истрия.
В его родной Венеции, работы Тальяпьетра включают в себя статую «Умеренности» на фасаде церкви Джезуати, в 1732 году для церкви Сан-Моизе он создал баптистерий и кафедру и баптистерий оратории Святого Мартина в Кьодже. Он также выполнил рельефы «Встреча Марии и Елисаветы» (1730) и «Принесение во храм» (1733—1734) в Капелле Божией Матери Розария в церкви Санти-Джованни-э-Паоло в Венеции.
В Санкт-Петербурге по одной работе скульптура находятся в Государственном Русском музее, Государственном Эрмитаже и ГМЗ «Царское Село». Это статуи «Беллона», «Правосудие» и «Слава», которые признаются одними из лучших в собрании венецианской скульптуры первой четверти XVIII века Петра Великого:
- Статуя «Беллона»[4][5][7]. 1718-1719. Мрамор белый каррарский. Высота 188 см. На подножии спереди: «BELLONA», сзади «ALVISE A S. MOISE. F.». Скорее всего выполнена по заказу графа С.Л. Рагузинского-Владиславича для А. Д. Меншикова и затем предназначалась для Царского села, но так туда и не была перевезена. Упоминается в описях Летнего сада начиная с 1736 г. С 2012 г. находится в Михайловском замке Государственного Русского музея, Зал антиков (№ 137). В Летнем саду установлена копия.

- Статуя «Правосудие»[4][5][7][16][17]. 1718–1719. Мрамор белый каррарский. Высота 202 см. Надписи не видны. Приобретена С.Л. Рагузинским-Владиславичем в Венеции для А. Д. Меншикова. В 1732 г. перевезена из сада дворца А. Д. Меншикова в Летний сад и оставлена там за неимением парной. Позже, после 1771 г., оказалась в Таврическом дворце, откуда в 1839 г. поступила в Зимний дворец. В мае 1839 г. статую реставрировал В. И. Демут-Малиновский, затем её установили в нише по центральной оси Иорданской (Парадной) лестницы, где и находится.

- Статуя «Слава»[4][5][6][7]. 1723–1725. Мрамор белый каррарский. Высота 197 см. На подножии спереди: «GLORI», сзади «ALVISE A S. MOISE. F.». Заказана С.Л. Рагузинским-Владиславичем из Санкт-Петербурга в 1723 г. в ознаменование мира, заключённого со Швецией. Завершена к весне 1725 г., в июне 1726 г. привезена из Венеции в Санкт-Петербург и установлена в Летнем саду, откуда в 1743 г. поступила в Царское село. В 1992 г. установлена у парадного подъезда Екатерининского дворца со стороны плаца, где и находится.

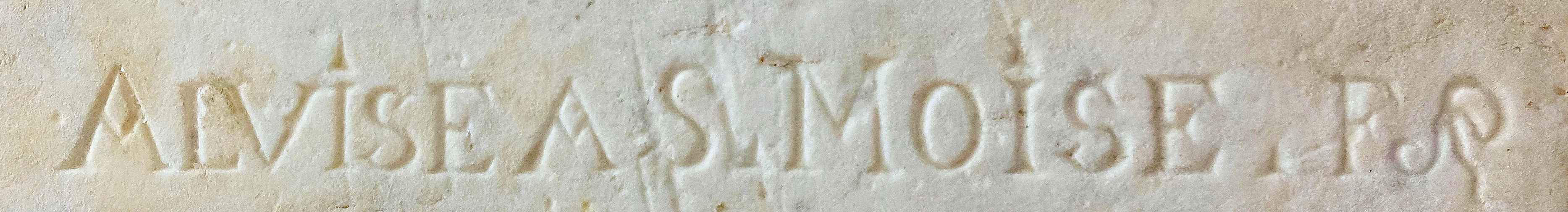

В авторской подписи «ALVISE A S. MOISE. F.» указывал своё имя «Alvise» и, вероятно, прозвище «a San Moise» — по названию знаменитой барочной церкви Сан-Моизе в Венеции, которая сплошь усеяна декоративной скульптурой как снаружи, так и изнутри, и в которой ему довелось работать, а также букву «F», что означает «делал».

## Галерея

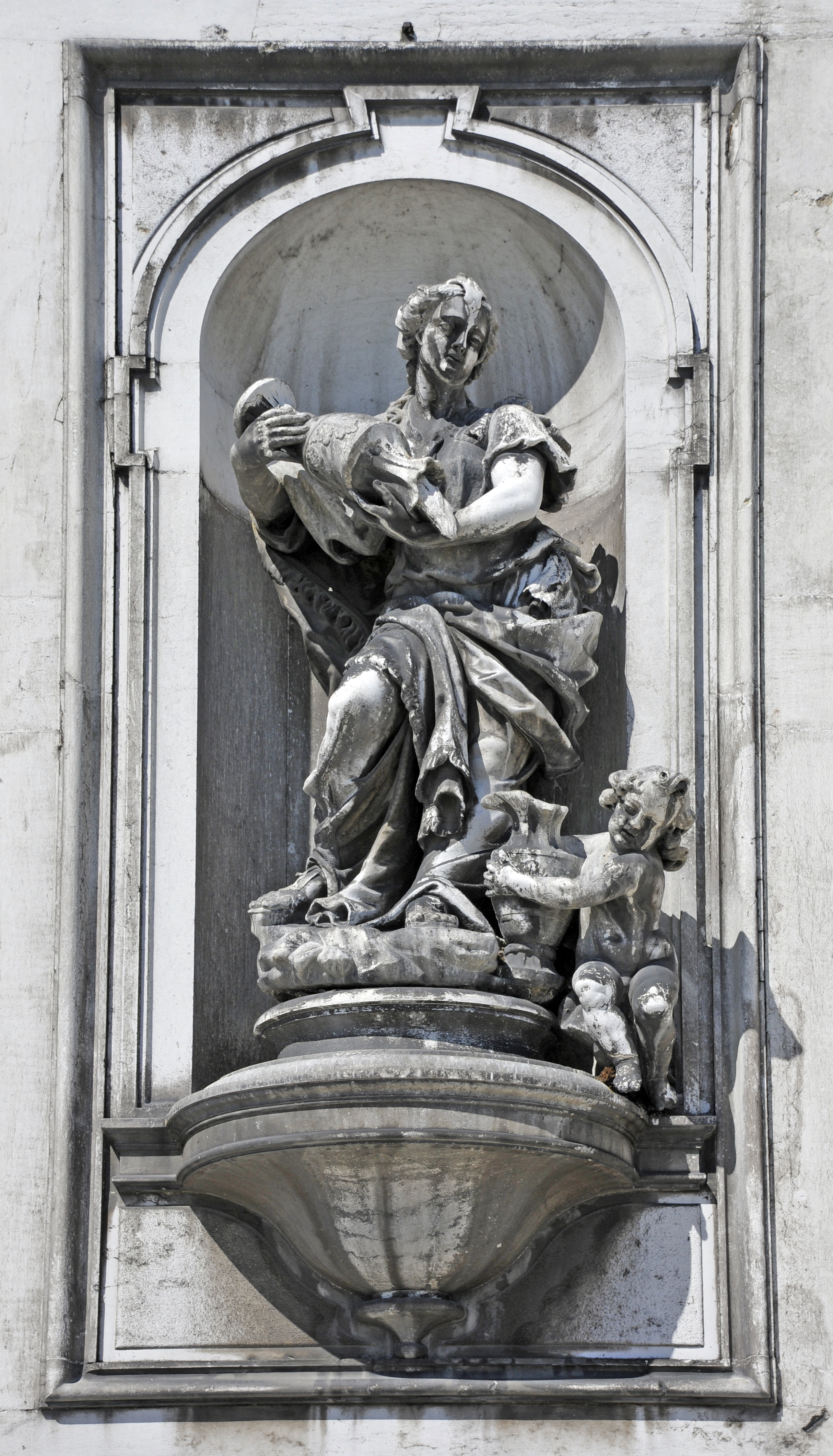
Статуя «Умеренность». Фасад церкви Джезуати, Венеция
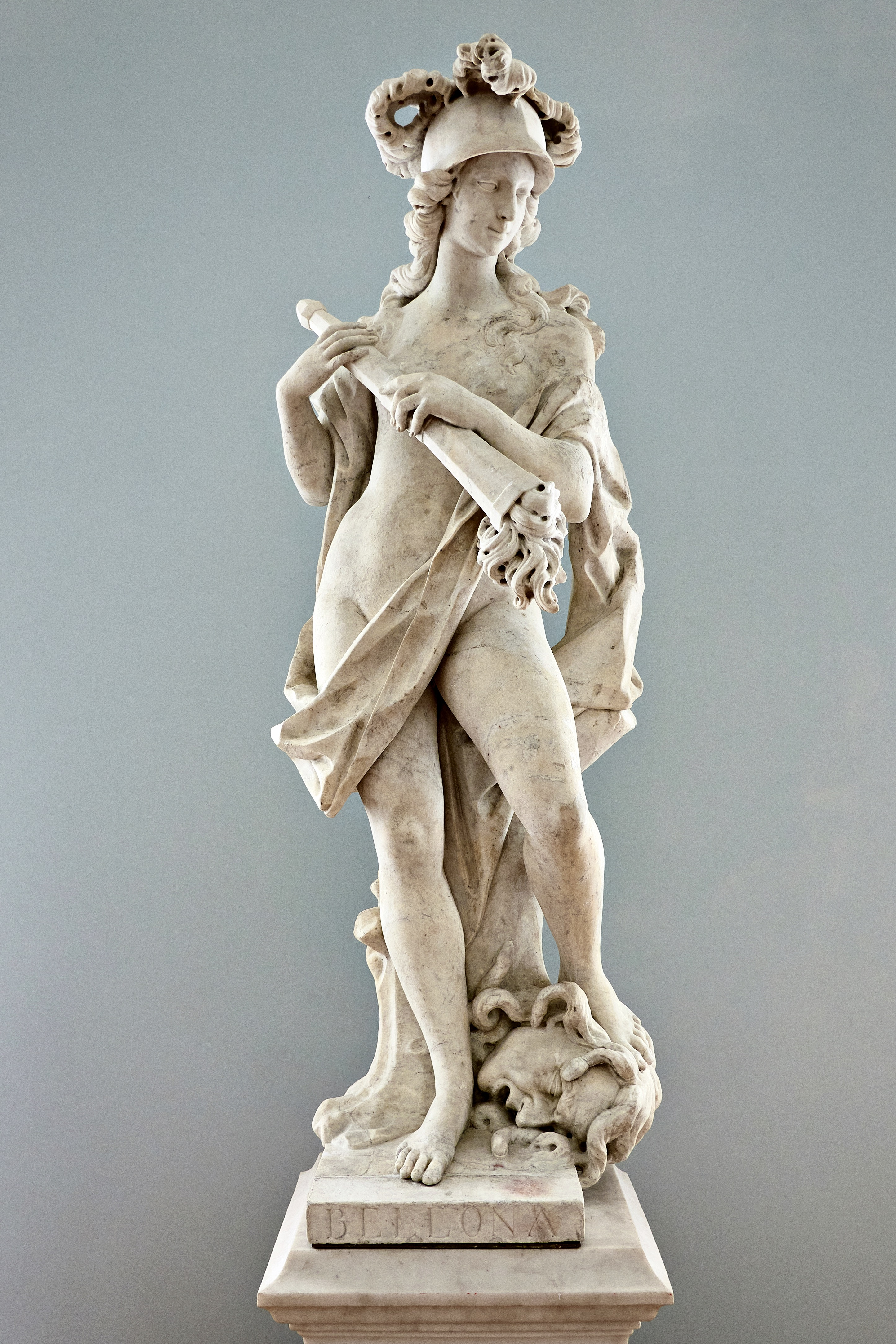
Статуя «Беллона». Государственный Русский музей, Санкт-Петербург
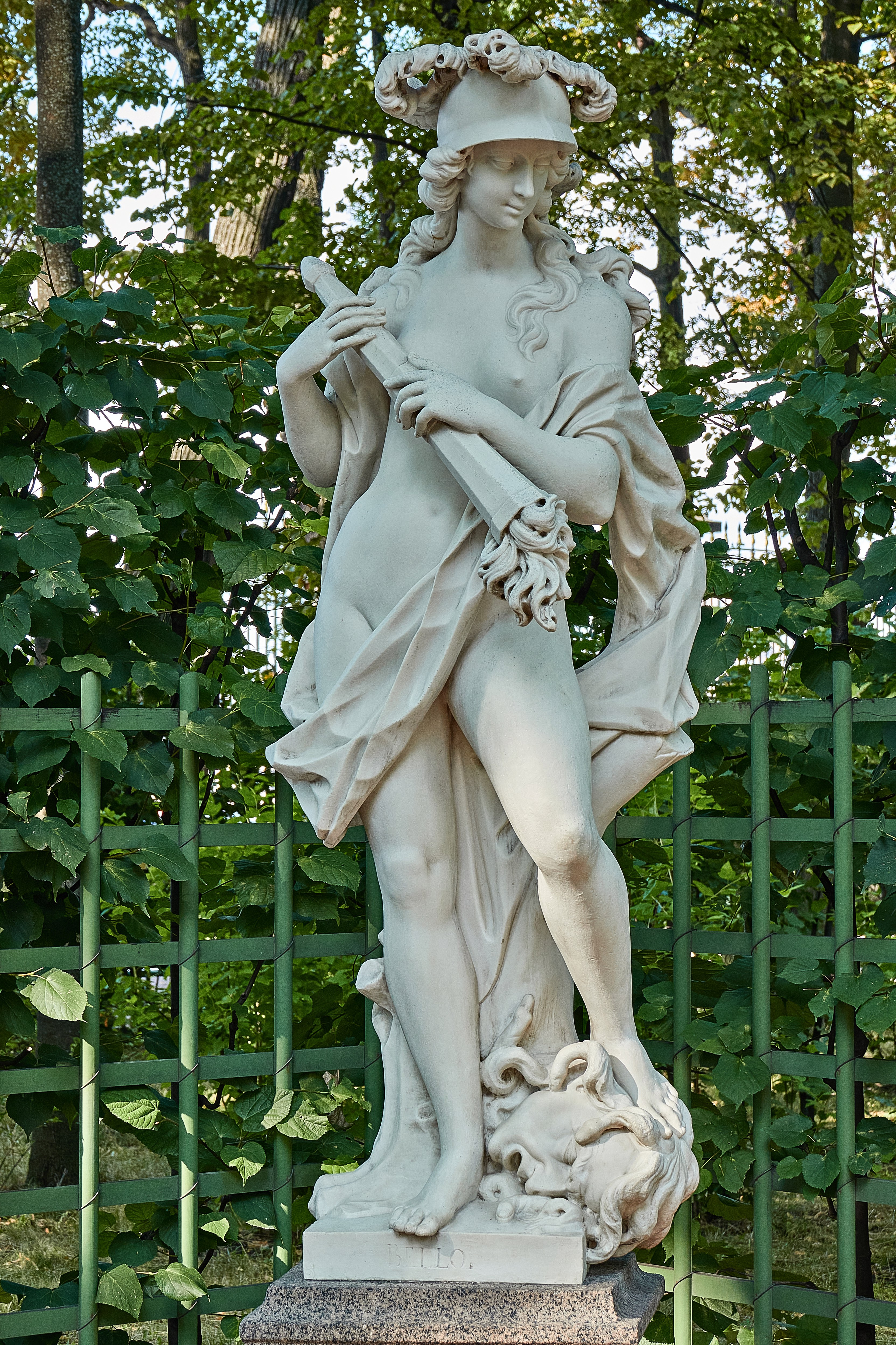
Статуя «Беллона» (копия). Летний сад, Санкт-Петербург
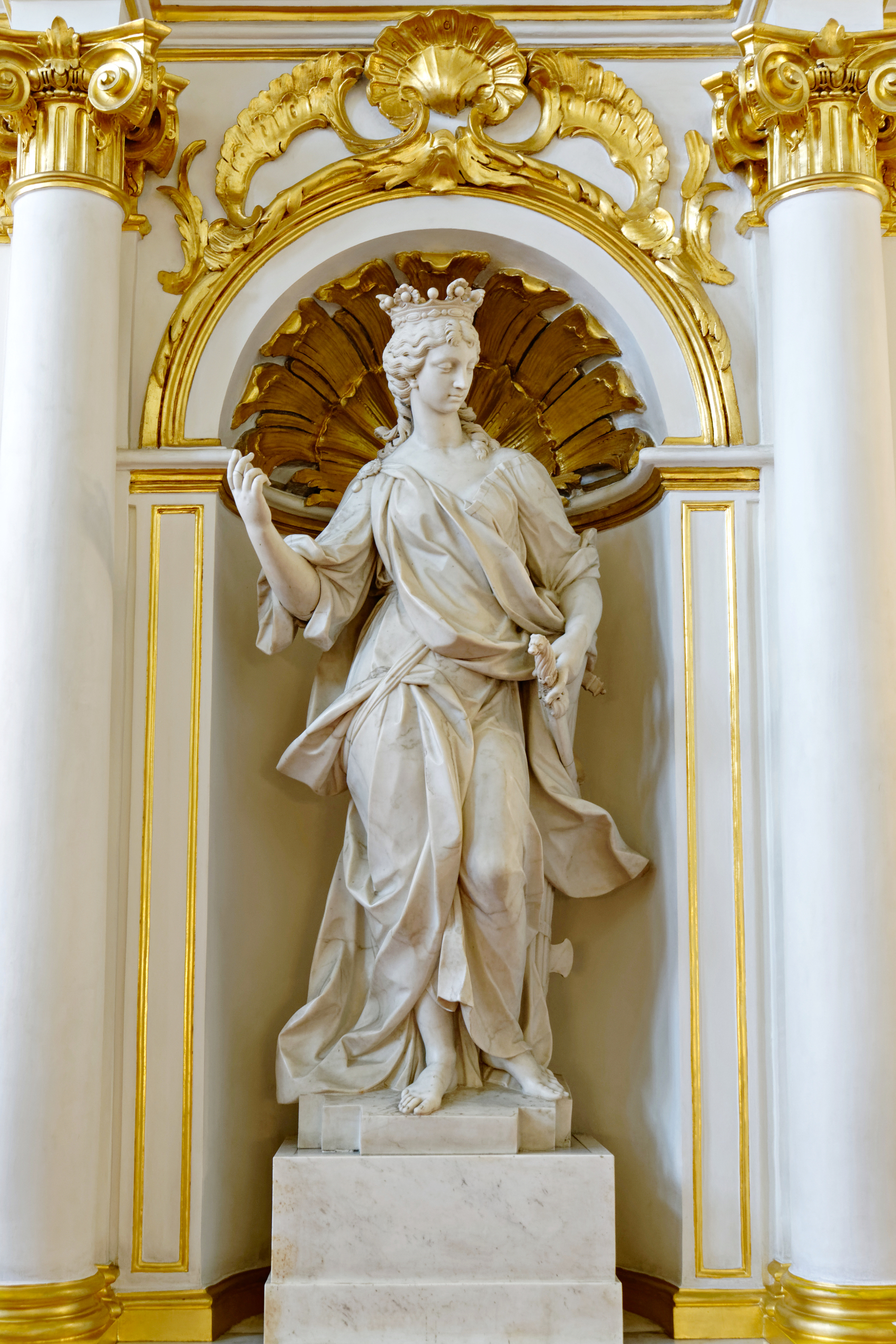
Статуя «Правосудие». Иорданская лестница, Зимний дворец, Санкт-Петербург
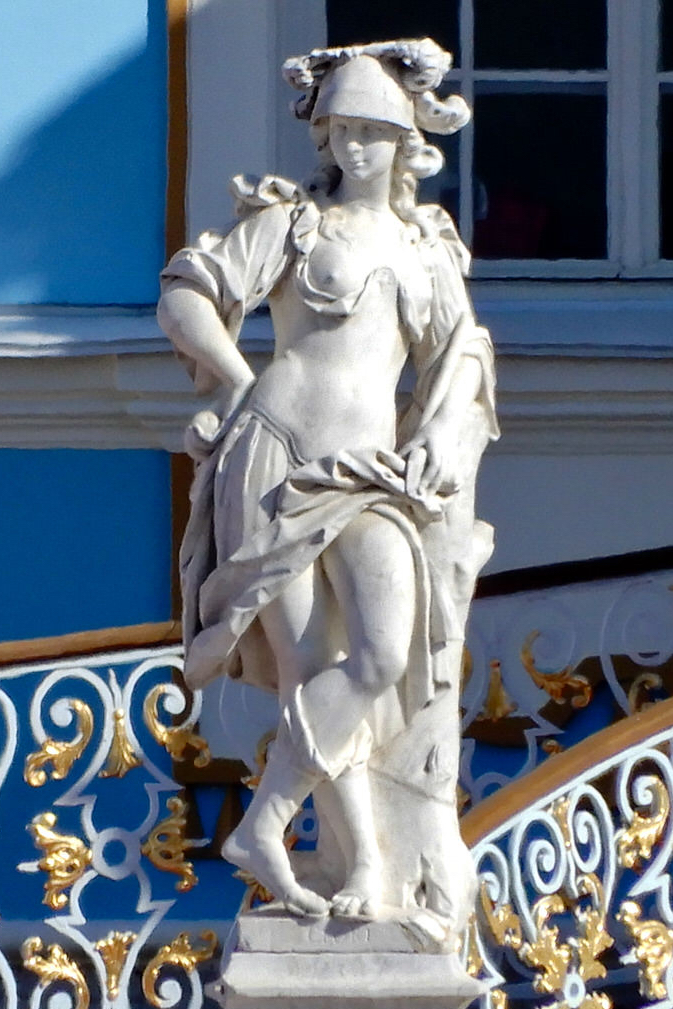
Статуя «Слава». Екатерининский парк, Царское Село